# Nychiodes leviata
Nychiodes leviata là một loài bướm đêm trong họ Geometridae.